# Rezerwat przyrody Jezioro Nidzkie

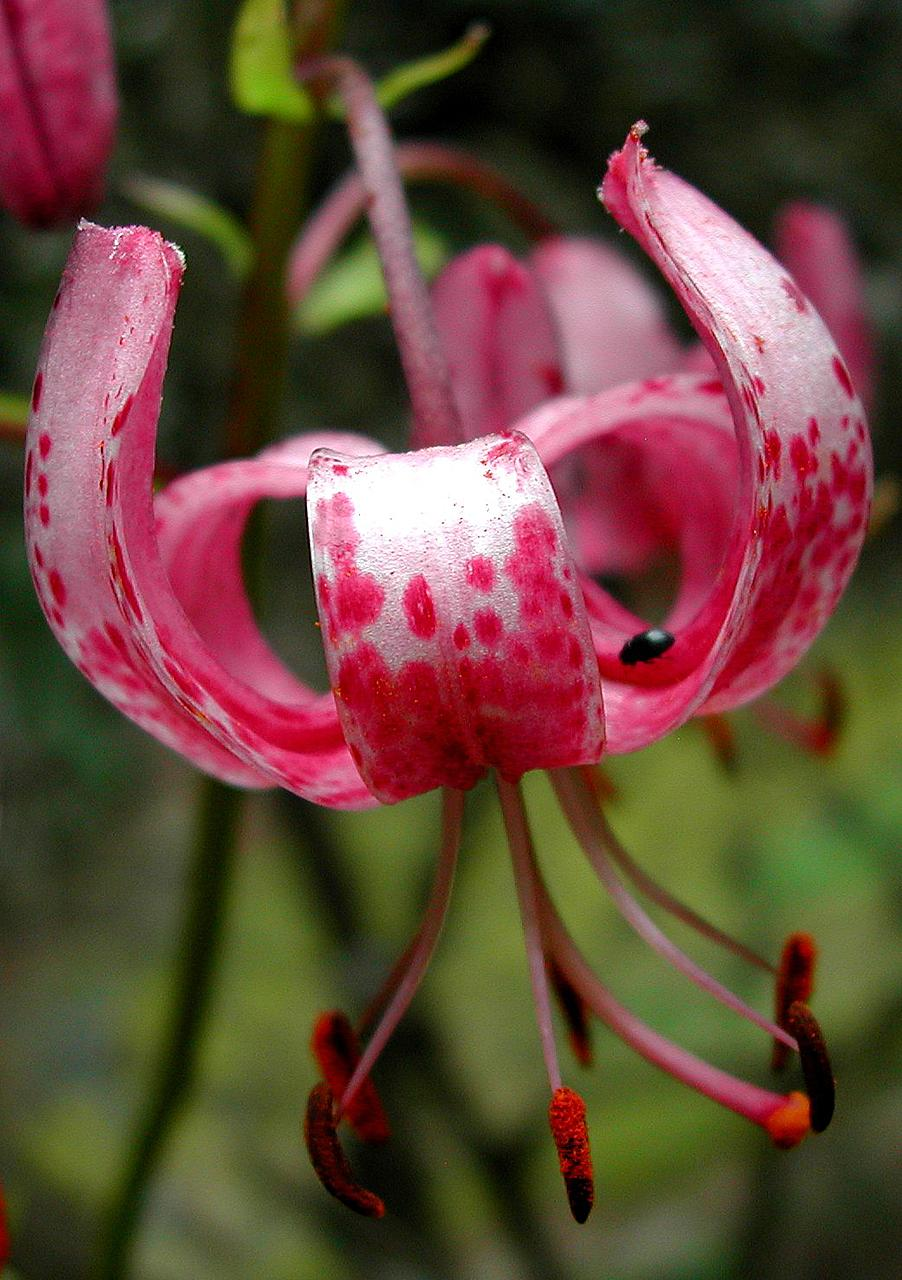
Lilia złotogłów

Rezerwat przyrody „Jezioro Nidzkie” – rezerwat krajobrazowy położony na terenie gmin Ruciane-Nida i Pisz (województwo warmińsko-mazurskie), w centrum Puszczy Piskiej. Obejmuje obszar Jeziora Nidzkiego i tereny leśne wokół niego. Utworzony w 1972 roku. Zajmuje powierzchnię 2950,87 ha (akt powołujący podawał 2934,71 ha).
Jezioro Nidzkie jest udostępnione dla turystyki wodnej, ale w jego południowej części obowiązuje zakaz używania silników spalinowych.
Rezerwat znajduje się na terenie nadleśnictw Maskulińskie i Pisz. Leży w granicach Obszaru Chronionego Krajobrazu Puszczy i Jezior Piskich oraz dwóch obszarów sieci Natura 2000: siedliskowego „Ostoja Piska” PLH280048 oraz ptasiego „Puszcza Piska” PLB280008.
Rezerwat nie posiada planu ochrony, obowiązują w nim jednak zadania ochronne, na mocy których obszar rezerwatu podlega ochronie czynnej.

## Flora i fauna
W rezerwacie objęto ochroną następujące gatunki roślin:
- ochroną ścisłą:
  - lilia złotogłów (Lilium martagon)
  - orlik pospolity (Aquilegia vulgaris)
  - pomocnik baldaszkowy (Chimaphila umbellata)
  - wawrzynek wilczełyko (Daphne mezereum)
  - widlicz spłaszczony (Lycopodium complanatum)
  - widłak jałowcowaty (Lycopodium annotinum)
  - widłak goździsty (Lycopodium clavatum)

- ochroną częściową:
  - bagno zwyczajne (Ledum palustre)
  - konwalia majowa (Convallaria maialis)
  - kopytnik pospolity (Asarum europaeum)
  - mącznica lekarska (Arcotsaphyllos uva-ursi)
  - porzeczka czarna (Ribes nigrum)
  - marzanka wonna (przytulia wonna, Asperula ododrata)

- oraz następujące zespoły roślinne:
  - borealna świerczyna na torfie (Sphagno girgensohnii-Piceetum)
  - bór iglasty podmokły (Myceli-Piceetum)
  - bór trzcinnikowo-świerkowy (Calamagrostio arundinaceae-Piceetum)
  - grąd subkontynentalny (Tilio-Carpinetum)
  - jegiel (Querco-Piceetum)
  - kontynentalny bór mieszany (Pino-Quercetum)
  - łęg olszowo-jesionowy (Circaeo-Alnetum)
  - ols środkowoeuropejski (Carici elongatae-Alnetum)
  - sosnowy bór bagienny (Vaccinio uliginosi-Pinetum)
  - subatlantycka brzezina bagienna (Dryopteridi thelypteridis-Betuletum pubescentis)
  - subkontynentalny bór świeży (Peuccedano-Pinetum)
  - torfowiec czerwonawy (Sphagnetum magellanici)

Rezerwat zamieszkują liczne gatunki ptaków, w tym czapla siwa, dzięcioł pstry duży, łabędź niemy, perkoz dwuczuby. Przedstawicielem ssaków jest m.in. bóbr europejski.